# Западен Девън (община)
Община „Западен Девън“ (на английски: West Devon) е една от десетте административни единици в област (графство) Девън, регион Югозападна Англия.
Населението на общината към 2008 година е 52 900 жители разпределени в множество селища на площ от 1161.08 квадратни километра. Главен град на общината е Тависток.

## География
Община „Западен Девън“ е разположена в средната западна част на област Девън по границата с графство Корнуол.
Градове на територията на общината:
| град       | на английски | население |
| ---------- | ------------ | --------- |
| Тависток   | Tavistock    | 11 018    |
| Оукхамптън | Okehampton   | 7155      |
| Чагфорд    | Chagford     | 1470      |
| Принстуан  | Princetown   |           |

## Демография
Разпределение на населението по религиозна принадлежност към 2001 година:
| религия          | на английски        | брой жители |
| ---------------- | ------------------- | ----------- |
| Християни        | Christian           | 37 327      |
| Будисти          | Buddhist            | 92          |
| Хиндуисти        | Hindu               | 11          |
| Евреи            | Jewish              | 60          |
| Мюсюлмани        | Muslim              | 69          |
| Сикхи            | Sikh                | 6           |
| Други            | Other               | 166         |
| Атеисти          | No religion         | 7527        |
| Запазена в тайна | Religion not stated | 3585        |